# Асіхара канкай
Асіхара канкай — сучасний повноконтактний стиль вуличного карате, розроблений на основі кіокушинкай карате майстром Хідеюкі Асіхара. Стиль зазнав впливу різних бойових мистецтв, включаючи муай тай, панкратіон та джиу-джитсу з акцентом на сабакі. Стиль є революційним, оскільки він орієнтований виключно на практичне застосування в реальній боротьбі, включаючи декількох нападників. Вуличний стиль, з усіма прийомами, які навчають ефективно діяти в реальній боротьбі з нападником або кількома нападниками будь-якого розміру. Принцип сабакі використовує роботу з ногами та техніку, щоб повернути противнику використану ним силу та імпульс та переміщати себе в «сліпу зону» опонента.

## Історія
Перший у всьому світі публічний показ принципу Сабакі відбувся в документальному фільмі на першому відкритому турнірі Всесвітнього відкритого турніру Кіокушинкай у 1975 році. Шихан Хідеюкі Асіхара (старший інструктор) показав свої навички Сабакі, щоб перемогти кількох нападників у демонстрації перед початком документального фільму. У 1980 році Хідеюкі Асіхара створив власний стиль карате, утворивши Нову міжнародну організацію карате (NIKO) - Ашіхара Карате Кайкан і став кантьо (гросмейстером) NIKO.
Хонбу (штаб-квартира) Асіхари знаходиться в місті Мацуяма. Кантьо Асіхара призначив свого старшого учня та чемпіона турніру Джоко Ніномія, який вже базувався в США, Шиханом для Сполучених Штатів.

## Техніка
Технічні аспекти Асіхари формуються навколо 6 основних напрямків:
- Основи техніки.
- Чотири рухи.
- Позиціонування.
- Сабакі
- Ката.
- Куміте.

Основи - це 21 основна техніка, яка практична в вуличній боротьбі.
Ката засновані на Сабакі і пристосовні до реальних бойових ситуацій, що робить їх унікальними у світі карате. Існує шість типів ката:
- Ката для початківців (Shoshin no kata).
- Базова ката (Kihon no kata).
- Кидання ката (Nage no kata).
- Спаринг ката (Kumite no kata).
- Бойові ката (Jissen no kata).
- Ката самооборони (Гошин без ката)

У ката є три типи схем дій: короткий, середній та довгий діапазон. Кожна ката може бути використана для тренувань із соло-комбінації або з навчанням техніці контролю. Асіхара карате називають частково сучасним стилем, оскільки його революційні ката не мають історичного впливу від традиційних  ката епохи самураїв, кожен рух (удар, удар ніг, блок або розворот) ефективний у вуличній боротьбі з каратекою, що передбачає опонента і як тільки ката буде освоєна каратекою, вона виконуватиметься з нападником, самостійно каратекою та з нападником.
Повноконтактний бій (куміте) практикується на тренуваннях і в класифікації.

## Сабакі
Сабакі - це складна концепція перекладу з японської. Загалом, Сабакі має на увазі рух, часто включає поняття контролю, іноді передбачаючи підготовку до наступного руху. Наприклад, Сабакі може бути використаний для поводження з конем. Вершник виконує певні рухи, намагаючись керувати твариною, щоб змусити тварину вести себе так, як він цього хоче.
Канчо Хідеюкі Асіхара прийняв слово Сабакі, щоб уособлювати суть цього стилю карате. У караті Асіхара Сабакі описує рух захисника, який виходить з лінії атаки, у положення, з якого він / вона може розпочати контратаку. Цей керований рух, готуючись до наступного поступу, є основою стратегії карате Асіхара: поєднання оборони та нападу в одному.
Створюючи Сабакі, Кантьо Асіхара розглядав різні функції людського тіла, а також як максимізувати працездатність тіла, щоб контролювати суперника без удару. Наприклад, є напрямки руху, які людське тіло знаходить як легким, так і незграбним. Якщо ваші супротивники підійдуть вперед, то для того, щоб відбити їх, потрібна велика сила, особливо якщо вони набагато сильніші. Якщо замість цього, ви ступите на його бік і потягнете його вперед, він продовжуватиметься під власною інерцією рухатися далі. У той момент, якщо прикласти трохи сили ззовні, ви можете змінити напрямок його імпульсу і порушити його рівновагу. Використовуючи силу противників проти них, ви можете бачити, як той, хто не такий сильний, може заставити впасти набагато більшого опонента. Якщо цей принцип можна зрозуміти і освоїти, то карате стає тим, чого може навчитися кожен.
Дві важливі концепції Сабакі - це контроль боротьби та позиціонування.
Позиціонування - стосується здатності зайняти позицію в стороні або ззаду суперника (сліпої точки), з якої ви можете легко атакувати, не даючи атакувати себе.
Бойовий контроль - це термін, який представляє те, для чого виступає Ашихара Карате, він передбачає революційний, науковий, логічний та безпечний тип тренувань з самооборони; конкретно, це стосується здатності зайняти безпечну і сильну позицію, з якої можна стримувати опонента і у подальшому розпочати контратаку.

## Уніформа
Заняття Асіхара карате проводяться у догі, аналогічному притятому для занять кіокушинкай і яке складається з білих штанів і куртки з цупкого хлопчачого полотна і пояса-обі, який має колір, що вказує на рівень знань і умінь каратеки.
Ранжування і кольори поясів в Асіхара карате також аналогічні прийнятим в Кіокушинкай.

## Рівні майстерності
Система кольорових поясів в асіхара карате, як і взагалі в карате ділиться на учнівські і майстерскі.
Існує 10 учнівських ступенів (кю) і 4 майстерських (дан).
Учнівські пояси діляться на 5 груп по 2 пояси. З 10 кю до 1  кю.
- 10 і 9 кю- білий пояс (чистота і незнання)
- 8 і 7 кю — синій пояс (колір неба)
- 6 і 5 кю- жовтий пояс (сонце, що сходить)
- 4 і 3 кю — зелений пояс (квітка, що розпускається)
- 2 і 1 кю — коричневий пояс (зрілість)

Майстерські пояси всі чорні. На рівень майстра вказує кількість золотих полосок, нашитих на пояс.

## Сьогодення
Асіхара створив філії НІКО в Японії та поширив по всьому світу. Кантьо Асіхара помер у 1995 році у віці 50 років через хворобу. Він назвав свого маленького сина Хіденорі своїм наступником Канчо з НІКО.
Після смерті кантьо Асіхари, від НІКО відпочковалися численні організації зі своїм баченням розвитку цього стилю.
Карате школи, що походять від NIKO, включають:
- Еншин в США,
- Шинтай кікудо в Японії,
- Міжнародну організацію карате Дзосуї в Японії,
- Міжнародну організацію карате Асіхара (AIKO) в Голландії,
- Міжнародну асоціацію карате Асіхари (IAKA) в Росії,
- Міжнародний Ашіхара Карате (AKI) в Південній Африці,
- Ashihara BudoKai в Росії та
- TSG - Ashihara International Karate у Швеції.